# Ткачёва, Светлана Валерьевна
Светла́на Вале́рьевна (встречается написание Валериевна) Ткачёва (родилась 3 ноября 1984 года в Москве) — российская профессиональная хоккеистка, выступающая на позиции защитника в команде "Торнадо" и в составе женской сборной России.
Хоккеем занимается с 10 лет, начала обучение в СДЮШОР «Спартак» у Александра Альбертовича Лейкина и играла за команду «Северная звезда» (Москва). Сейчас выступает в ХК СКИФ (Нижний Новгород). Окончила Московскую государственную академию физической культуры, также учится в Международном институте экономики и права.

## Достижения
- Девятикратная чемпионка России.
- Пятикратный серебряный призёр чемпионата России.
- Серебряный призер чемпионата ЖХЛ
- Обладательница Кубка европейских чемпионов сезона 2008/2009, 2011/2012, 2012/13, 2013/14.
- Бронзовый и серебряный призёр Кубка европейских чемпионов.
- Бронзовый призёр чемпионата мира 2013